# 英國皇家空軍憲兵
英國皇家空軍憲兵（英語：Royal Air Force Police）是英國皇家空軍內部的憲兵部隊，勤務範圍包含英國本土基地及海外駐軍的保安及執法業務，不僅執行犯罪調查及安全調查，亦為飛航安全、防諜、資訊安全等專業任務的負責部隊。英國皇家空軍內部的憲兵業務在1918年建軍之初，原先倚仗陸軍憲兵，直至1919年，《空軍部令第1111號》（Air Ministry Order No 1111）才授權將相關憲兵業務及空軍部配屬的陸軍軍官移轉給空軍:p2。

## 圖集

英軍憲兵識別章
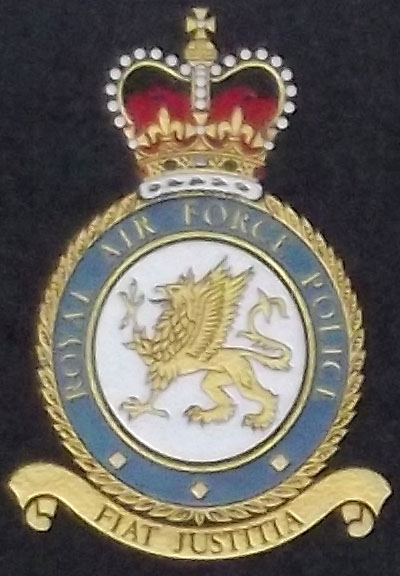
英國皇家空軍憲兵飾章
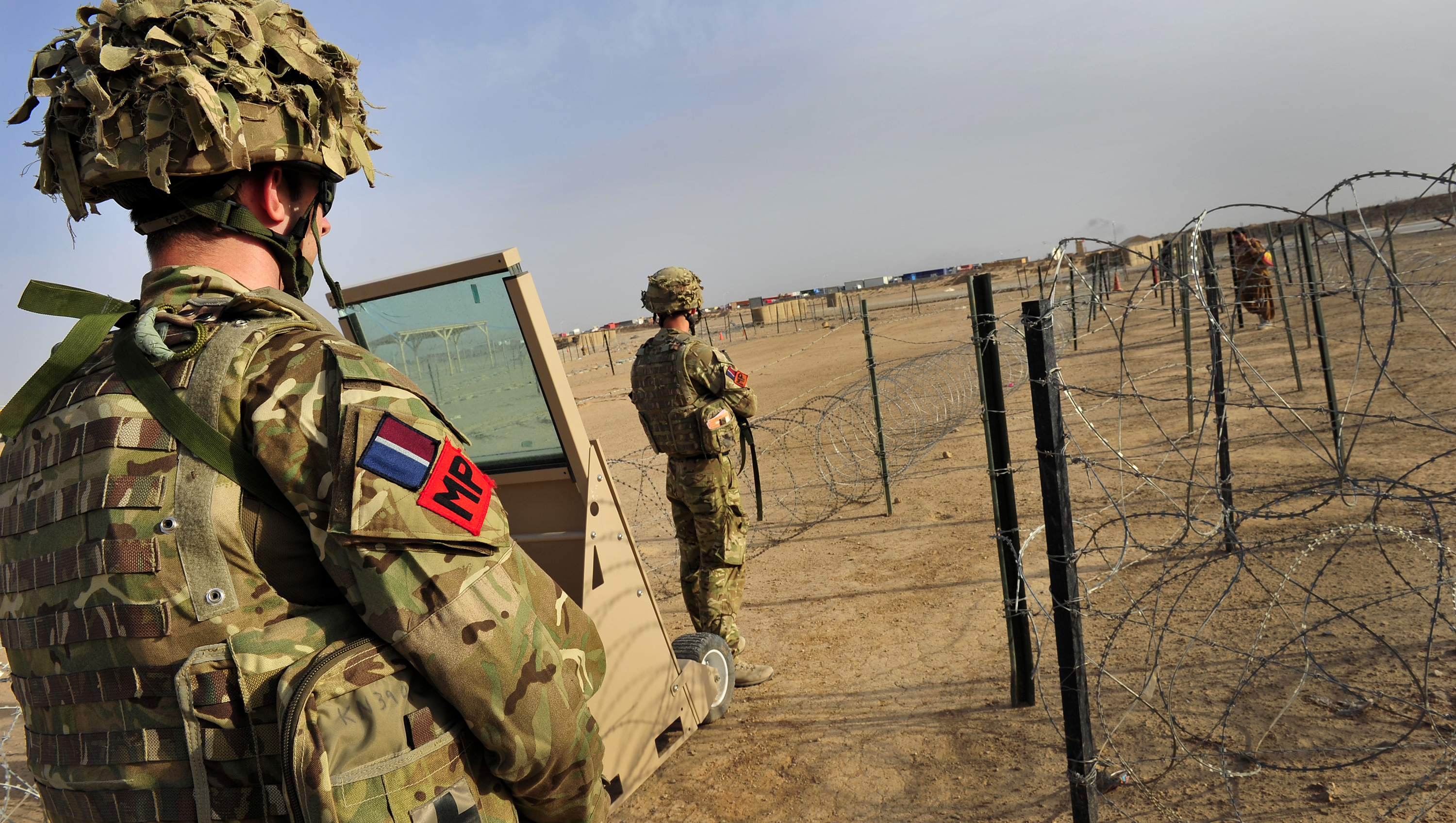
英國皇家空軍憲兵於阿富汗的堡壘營（Camp Bastion，後稱舒拉巴克營（英语：Camp Shorabak））值勤
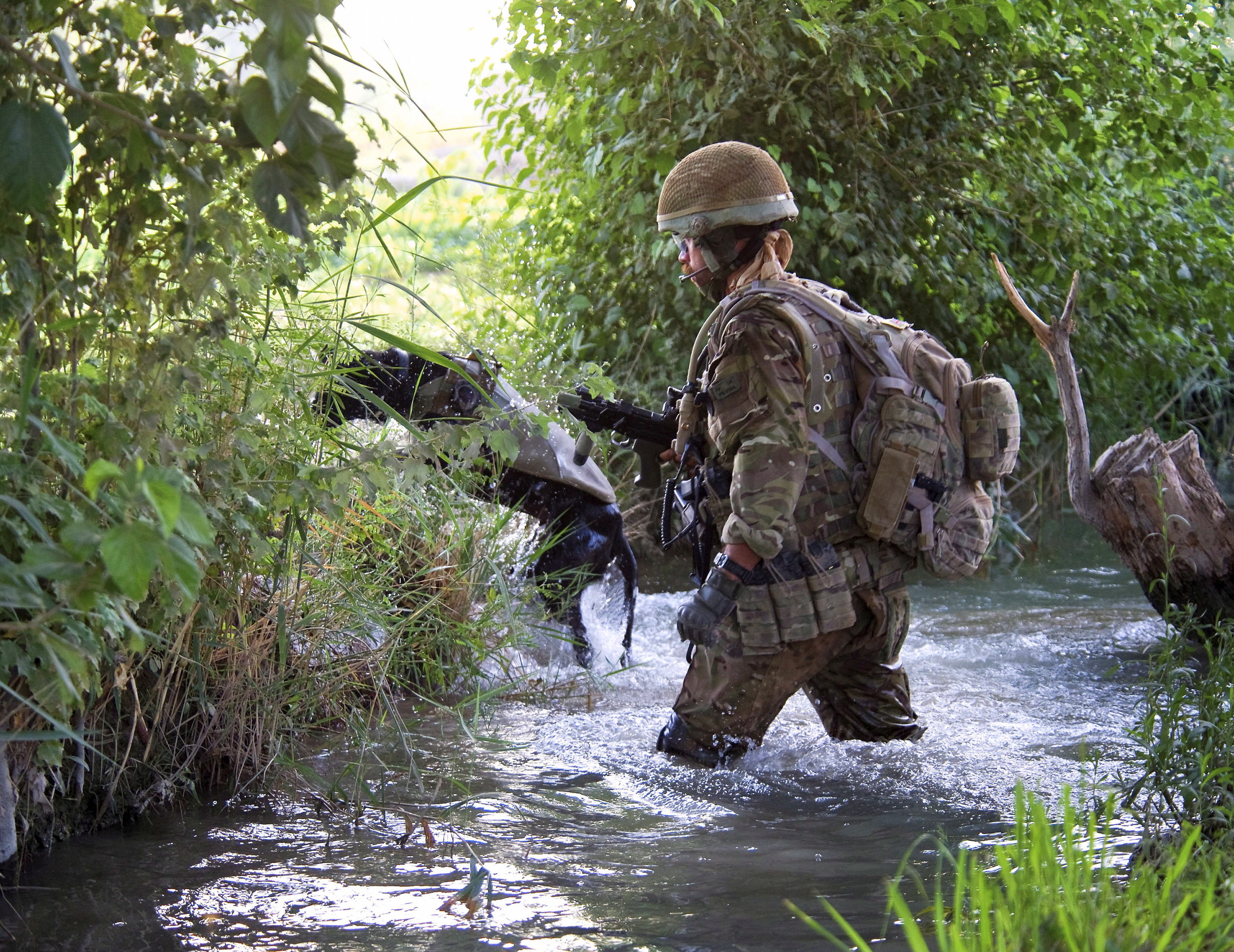
派駐阿富汗赫爾曼德省的英國皇家空軍訓犬師帶著軍犬進行巡邏